# John Xiao Zhang
 John Xiao Zhang  (chinesisch 张晓洋, Pinyin zhāng  xiǎoyáng, eigentlich Zhang Xiaoyang ; * 1. September 1949 in Changchun) ist ein chinesischer Autor und Hochschullehrer, der in England lebt.

## Leben
Zhang stammt aus einer mandschurischen Akademikerfamilie, studierte  Chinesische Literatur  von 1977 bis 1983 an der Jilin-Universität. Nach dem Abschluss des Studiums war er als Hochschullehrer an der Universität für Sprache und Kultur Peking tätig. 1988 kam er zum Studium an die University of Southampton und studierte Europäische Literatur und Geschichte. Seit Einbürgerung lebt er in England.
John Xiao Zhang ist Mitglied der Association of Chinese language writers in Europe. Er publizierte in englischer und chinesischer Sprache Erzählungen, Romane und Essays über die Kulturrevolution in China.

## Werke (Auswahl)
- Sailing across the Red Storm 《穿越红色暴风雨》
- Floating and Sinking on the Sea of Officialdom 《宦海沉浮》
- Battling the Wind and Waves on the Sea of Commerce 《商海风云》